# Thesium subaphyllum
Thesium subaphyllum là một loài thực vật có hoa trong họ Santalaceae. Loài này được Engl. miêu tả khoa học đầu tiên năm 1895.